# Aderus brunnipennis
Aderus brunnipennis är en skalbaggsart som först beskrevs av Leconte 1875.  Aderus brunnipennis ingår i släktet Aderus och familjen ögonbaggar. Inga underarter finns listade i Catalogue of Life.